# Gorgonopsia
Uppslagsordet "gorgonopsid" leder hit. Ej att förväxla med gorgonops, ett släkte som ingår i Gorgonopsia.
Gorgonopsia ("gorgonansikte") eller gorgonopsider är en utdöd ordning med amnioter som ingick i Synapsida. De var köttätare som levde under den senare delen av perm i Afrika, västra Europa, och Asien. 
Den äldsta medlemmen av ordningen som levde för uppskattningsvis 270 miljoner år sedan upptäcktes på Mallorca. Fyndet som motsvarar en medelstor hund i storleken saknar vetenskapligt namn och det fick nummret DA21/17-01-01.

## Om Gorgonopsia
Det fanns flera släkten av gorgonopsider som varierade i storlek, från arter stora som hunddjur, till bjässar stora som kor och björnar. Djurens skallar påminde till formen på vissa sätt om hundars, och liksom andra synapsider var gorgonopsider heterodonta, med olika sorters tänder i munnen. Karaktäristiskt var överkäkarnas långa hörntänder (hos vissa arter blev dessa mer än 10 cm långa). Dessa tänder syntes troligen även när djuren hade munnen stängd. Något märkligt var att underkäkens profil följde hörntänderna, vilket gav ett bågformat käkparti, som kan ses hos flera arter. Gorgonopsiderna gick på fyra relativt långa ben, och hade skelett som var byggda för att vara lätta. Detta gjorde troligen gorgonopsiderna till farliga rovdjur, som levde på pareiasaurier och även andra synapsider.
Gorgonopsiderna försvann liksom flera andra synapsider i samband med perm–trias-utdöendet.

## Systematik
I ordningen Gorgonopsia finns bara en familj, Gorgonopsidae, som innehåller bland annat släktena Aloposaurus, Dinogorgon, Kamagorgon, Lycaenops och Paragalerhinus. 
Gorgonopsidae innehåller tre underfamiljer:
- Gorgonopsinae, med släktena:
  - Gorgonops
  - Sauroctonus
  - Scylacops
- Inostranceviinae, med släktena:
  - Inostrancevia
  - Pravoslavlevia
- Rubigeniae, med släktena:
  - Broomicephalus
  - Leogorgon
  - Leontosaurus
  - Prorubidgea
  - Rubidgea
  - Smilesaurus
  - Sycosaurus

## I populärkulturen
I BBC:s TV-serie Monstrens tid - Livet före dinosaurierna finns gorgonopsider med i avsnitt 3, där de jagar Scutosaurus. Gorgonopsider syns även i tv-serien Primeval. 